# توماس دو تورکمادا

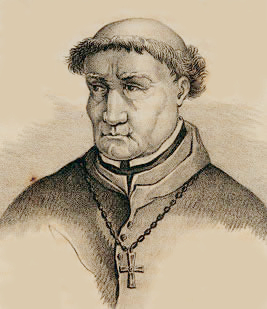
توماس دو تورکمادا

توماس دو تورکمادا (Tomás de Torquemada) مؤسس تفتیش عقاید اسپانیایی، یک راهب دومینیکن، کشیش مخصوص ملکه ایزابلای کاستیل و نخستین مفتش اعظم اسپانیا بود. شهرت وی به تأسیس یکی از مؤثرترین و خشنترین دستگاههای تفتیش عقاید است که برخلاف دیگر تفتیش عقایدهای مرسوم در اروپا علاوه بر بدعتگذاران به تعقیب و آزار یهودیان و نوکیشان (یهودیان تازه مسیحی) میپرداخت.
امروزه اکثر مورخان اتفاق نظر دارند که در دوران تفتیش او حدود ۲۰۰۰ نفر در چوبه اعدام سوزانده شدند.